# Aloha from Hawaii
Aloha from Hawaii (с англ. — «Привет с Гавайев») — телеконцерт американского певца Элвиса Пресли, транслировавшийся из Гонолулу через спутник в 18 стран мира 14 января 1973 года. Зрительская аудитория составила, по подсчётам, около 100 млн. телезрителей по всему миру.
В 2004 году вышло полное издание всех кадров, отснятых во время записи шоу, в том числе репетиционный концерт 12 января 1973 года. Параллельно с телеконцертом в 1973 году также вышел одноимённый саундтрек, занявший 1-е место в хит-параде США.

## Обзор
О предстоящем телеконцерте на Гавайях Элвис Пресли объявил 4 сентября 1972 года на пресс-конференции в гостинице «Хилтон» в Лас-Вегасе.
Телеконцерт состоялся в полночь 14 января в зале Neal S. Blaisdell Center в столице Гавайев Гонолулу. Программа выступления была сбалансирована между хитами и новейшим репертуаром Пресли (в отличие от большинства других концертов старый репертуар здесь сведён к минимуму). Из новых песен выделялись кавер-версии хитов Фрэнка Синатры («My Way»), The Beatles («Something»), Марти Роббинса («You Gave Me a Mountain»); кроме того, концерт открывался последним хитом самого Пресли «Burning Love». На сцене Пресли был одет в специально созданный для этого концерта костюм белого цвета, расшитый камнями и позолотой, с рисунком американского орла.

Пресли на сцене

После того, как зрители покинули зал, Пресли вернулся на сцену и записал 5 песен, из которых четыре из саундтрека Blue Hawaii к одноимённому фильму 1961 года. Эти песни — в качестве вставок — были включены в последующую ретрансляцию шоу.
За два дня до телешоу — 12 января 1973 — Пресли дал предварительный концерт, который служил своего рода репетицией и подстраховкой на случай возникновения каких-либо проблем (это выступление также снималось на телекамеры). Запись этого концерта вышла в 1996 году под названием The Alternate Aloha.
Для того времени это было беспрецедентное шоу: прямая трансляция шла в десятки стран (в силу технических особенностей выступление было показано в самих США лишь в апреле, а Великобритании несколько лет спустя). На билетах на подготовительный и транслируемый концерты на Гавайях не было указано цены — каждый зритель мог заплатить столько, сколько хотел; все полученные Пресли деньги были затем переданы в Фонд по борьбе с раком им. Куи Ли в Гонолулу.
Полное издание всего отснятого материала вышло в августе 2004 года на двух DVD. Годом позже вышла сокращённая версия (собственно телеконцерт и несколько дополнительных сцен).

## Содержание

### Ретрансляция (1973)
1. «Introduction: Also Sprach Zarathustra»[2]
2. «See See Rider»[3]
3. «Burning Love»[4]
4. «Something»[5]
5. «You Gave Me a Mountain»[6]
6. «Steamroller Blues»[7]
7. «My Way»[8]
8. «Love Me»[9]
9. «Johnny B. Goode»[10]
10. «It’s Over»[11]
11. «Blue Suede Shoes»[12]
12. «I’m So Lonesome I Could Cry»[13]
13. «I Can’t Stop Loving You»[14]
14. «Hound Dog»[15]
15. «What Now My Love»[16]
16. «Fever»[17]
17. «Welcome to My World»[18]
18. «Suspicious Minds»[19]
19. «Introductions by Elvis»[20]
20. «I’ll Remember You»[21]
21. «Long Tall Sally» / «Whole Lotta Shakin’ Goin’ On»[22]
22. «An American Trilogy»[23]
23. «A Big Hunk o’ Love»[24]
24. «Can’t Help Falling in Love»[25]
25. «Closing Vamp»

### Полное издание (2004)

#### 1-й диск
1. Прилёт Пресли на Гавайи
2. Оригинальный телеконцерт (1973)

#### 2-й диск
1. Репетиционный концерт (The Alternate Aloha).